# 亡命天涯 (1993年电影)
《亡命天涯》（英語：The Fugitive）是一部在1993年上映的美国犯罪動作电影，改编自1963年的著名電視影集《法網恢恢》，由安德魯·戴維斯執導，哈里森·福特和汤米·李·琼斯主演。這部電影取得了票房和口碑的成功，是1990年代最佳动作影片之一。本片在當年的奧斯卡獎獲得最佳影片、最佳攝影、最佳音效等七項提名，而汤米·李·琼斯在片中的精湛演技讓他贏得奧斯卡最佳男配角及金球獎最佳電影男配角。
本片是中国大陆第一部与外商采用票房分账形式发行的影片。

## 劇情
芝加哥著名血管外科權威李查·金波醫生的妻子海倫在家中被人謀殺，剛剛完成醫院內的工作返回居所後就目睹一切的他和行兇的獨臂兇手搏鬥，但是兇手終究還是逃走了。然而，金波自己卻因海倫的高額保險金，沒有破門入屋的跡象，以及海倫遇害後於電話報案中的話語等諸多不利證據而被警方視為殺害海倫的兇手，且被法庭判处死刑。金波在登上囚車後押解前往死囚監獄的途中，有兩名犯人試圖逃脫，混亂中囚車司機被槍殺，造成囚車翻覆並落在鐵軌上，就在此時，一列火車呼嘯而來，金波在火車撞上囚車之前把一名遇襲的囚車警衛救出並成功逃脱。
重獲自由的金波決定返回芝加哥找出證據证明自己的清白，并准备把罪名诬陷给自己的那些恶徒绳之以法。但金波手上的線索只有當時兇手身上被他扯壞的義肢，於是他向好友查爾斯·尼柯斯醫生索取一筆錢並租了一間公寓後，就翻閱義肢復健學書籍來確認兇手義肢的類型，再假扮成一個清潔工進入市內唯一一間能製作義肢的醫院，希望藉此查出誰人是兇手。
美国联邦司法局副执法官山缪·吉拉德接手此案並追捕金波，但金波卻多次從吉拉德的手中逃脫，不過吉拉德於監聽金波與律師的通話時發現他已經返回芝加哥，與金波共事的醫護人員接受盤問時均對金波作出辯護，以及金波找到目標人物後擅自更改指令以協助救治誤診兒童的行為使吉拉德對他的看法發生了改變，懷疑他可能真的是代罪羔羊。金波根據義肢類型、兇手的年紀和自己所推斷的義肢矯正日期後找到五個目標人物，名單中首兩個目標人物已經逝世，第三個因為持械行劫而在市內監獄中服刑，金波看見其樣貌後認為不是兇手。之後金波闖入第四個目標人物——前警員及製藥公司保鏢塞克斯的居所進行搜索，他發現塞克斯的照片以及那壞掉的義肢後確認塞克斯就是獨臂兇手，接著他再翻出塞克斯與醫院同事倫茨的合照，再想起自己曾經為倫茨的病人進行手術，從而得知這個跟倫茨和塞克斯任職的製藥公司合作的一種新藥開發項目有關。由於金波發現新藥會損害肝臟，故此知道原來自己正是兇手狙殺的目標，認為倫茨就是主使者，於是致電吉拉德要求他到塞克斯的居所調查，然後再到外面致電尼柯斯，尼柯斯向金波表示，倫茨死於一場車禍，又提出可以替金波安排取證。尼柯斯為金波安排好之後，金波前往自己任職的醫院，於檔案室內取出新藥的人體實驗樣本和倫茨的檢驗報告，並交由檢驗所同事瓦倫德檢驗，結果發現原來的樣本被調包，瓦倫德亦看到一些檢驗報告乃在倫茨喪生當天簽署，金波才恍然大悟，知道尼柯斯是這一切的主使者，製藥公司為了使新藥通過審查並上市，就與尼柯斯暗中勾結，開發項目中所提及其副作用的檢驗報告均被尼柯斯竄改，並進一步除掉任何妨礙計畫的人，而海倫則無端成為替死鬼。
塞克斯接到尼柯斯的來電，就是命令他到醫院把金波幹掉，原來尼柯斯乃藉著安排檔案室管理員羅斯福與金波接觸來預知金波在醫院內的動向。塞克斯在醫院內找不到金波，此時金波正好從醫院外走進地鐵站，塞克斯發現後就跟蹤他到地鐵車廂，車廂內一名乘客認出金波後通知在場的警員，警員上前拘捕金波時被塞克斯槍殺，金波便順水推舟的制服了塞克斯並用警員的手銬把他銬在扶手柱。
金波逃脫後進入酒店內尼柯斯出席的新藥發布會場地，向場內所有出席者道出尼柯斯是如何使新藥能夠上市，尼柯斯隨即離場，金波從後追上，之後兩人大打出手，接著他們都從天台跌在升降機上，升降機再向下停在洗衣場樓層。尼柯斯首先醒來後進入洗衣場，金波亦走出升降機搜索尼柯斯，吉拉德與跟隨他的一位同僚藍佛也來到，搜索期間吉拉德以高聲勸諭金波投降並道出已經知道案情的真相，指兇案發生前金波向尼柯斯借出車子，尼柯斯從中取去金波居所的門匙，然後再利用金波車子上的電話通知塞克斯行動。尼柯斯打暈藍佛後取去手槍，準備向吉拉德開槍時卻被金波打暈，金波在事後向吉拉德投降。最後尼柯斯和塞克斯被捕，金波亦被戴上手銬，登上吉拉德的車子後卻被吉拉德解開並取得冰袋來止痛，車子隨即駛離酒店開往聯邦司法局辦事處。

## 角色
- 哈里森·福特飾醫生（Dr. Richard Kimble）
- 汤米·李·琼斯飾山缪·吉拉德（Samuel Gerard）
- 塞拉·沃德飾海倫·金波（Helen Kimble）
- 喬·潘托利亞諾飾科斯莫·藍佛（Cosmo Renfro）
- 安德里亞斯·凱特蘇拉斯飾弗雷德里克·塞克斯（Fredrick Sykes）
- 傑倫·克羅貝飾查爾斯·尼柯斯醫生（Dr. Charles Nichols）
- 大衛·達路飾亞歷克·倫茨醫生（Dr. Alec Lentz）
- 珍·林奇飾凱西·瓦倫德醫生（Dr. Kathy Wahlund）
- 約翰·M·華生飾邦斯·羅斯福（Bones Roosevelt）

## 製作
主體拍攝於1993年2月3日開始，於芝加哥和北卡罗来纳州進行製作。